# Canalicchio Catania Beach Soccer

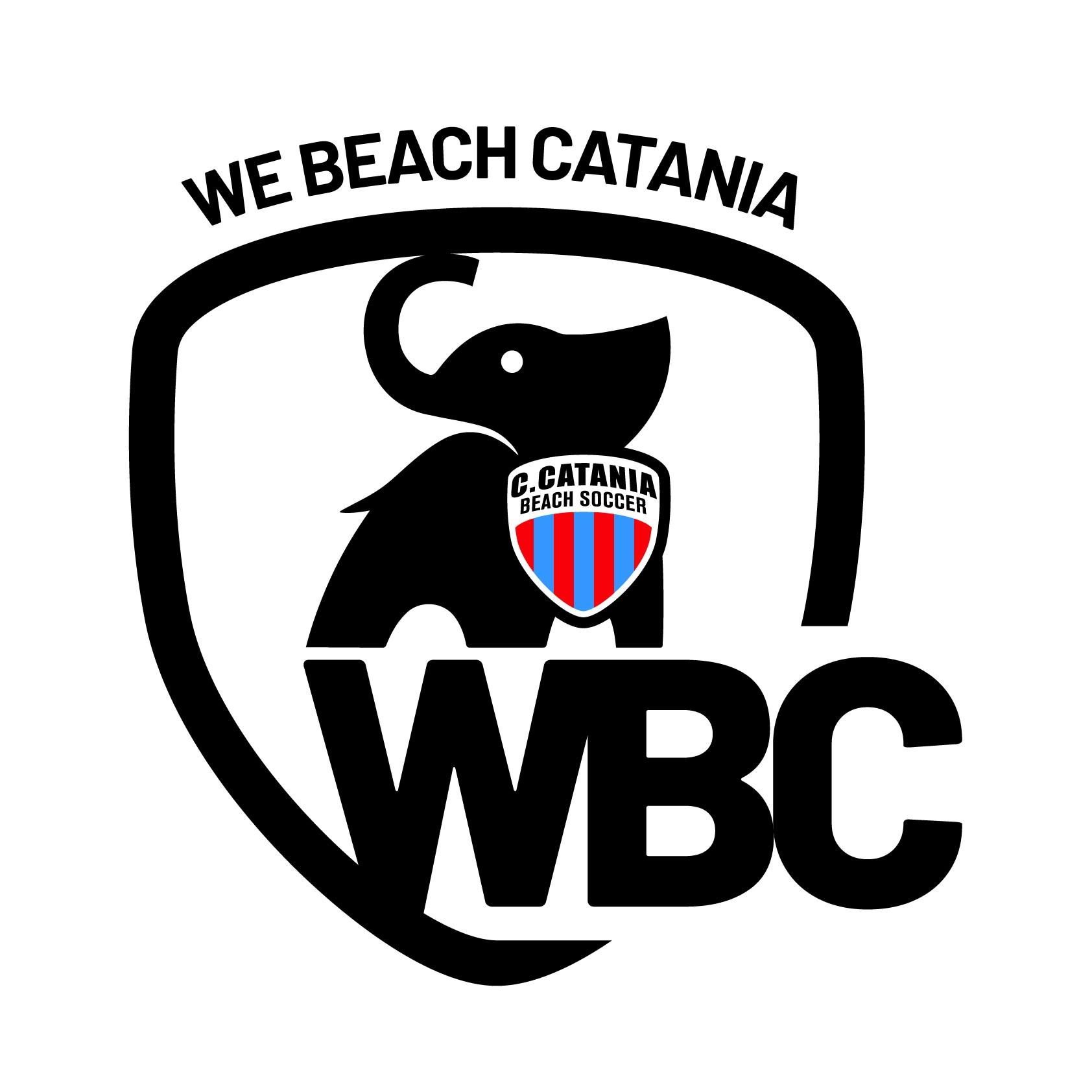

Il Canalicchio Catania Beach Soccer, meglio noto come We Beach Catania, è una squadra di calcio da spiaggia di Catania. Ex compagine rappresentativa della frazione di Canalicchio, dal 2023, in seguito ad una partnership con il Catania Football Club, la squadra diventa il dipartimento di beach soccer della società di calcio a 11. Nel 2024, con la stessa denominazione, vince la sua prima Coppa Italia.

## Storia
La società venne fondata nel 2010 a Tremestieri Etneo e, inizialmente concepita come squadra di calcio a 11, venne iscritta al campionato di terza categoria siciliana.
Nel 2012 venne invece deciso di iscrivere la società al massimo Campionato italiano di beach soccer, modificando il nome in Canalicchio Catania Beach Soccer, aggiungendo Catania per il trasferimento nella omonima frazione della città etnea, a causa della mancanza di un impianto adatto nel comune di Tremestieri. Dal 2012 al 2025 la squadra ha sempre disputato il campionato di serie A.
Il 21 aprile 2023, la squadra viene ammessa al Campionato italiano di beach soccer 2023 con la denominazione di Catania SSD . Il cambio della ragione sociale è frutto di un accordo con il Catania Football Club (ex Catania SSD) che ha previsto solamente l'utilizzo del logo e delle maglie della storica compagine etnea. L'accordo si è concluso nel 2025 per volere di entrambe le parti.

## Organigramma societario
Di seguito l'organigramma societario tratto dal sito Internet ufficiale della società 
- Massimo Maugeri - Direttore area tecnica
- Giovanni Selva - Dirigente accompagnatore
- Paolo La Vigna - Direttore operativo
- Eugenio Sgroi - Responsabile beach arena
- Daniela Fasarano, Maria Rosaria Lo Curlo - Segreteria organizzativa

## Staff Tecnico
Di seguito lo staff tecnico tratto dal sito Internet ufficiale della società 
- Mario Giuffrida - Allenatore
- Francesco Spampinato - Allenatore dei portieri
- Antonio Manoel Oliveira Abrantes - Collaboratore tecnico
- Luiz Claudio Marconcini Silva - Preparatore atletico
- Francesco Zappalà - Fisioterapista

## Organico
Rosa, numerazione e ruoli, tratti dal sito ufficiale, sono aggiornati al 27 maggio 2023 
Portieri:
- 1 Graziano Di Benedetto
- 12 Salvatore Matteo Castrianni
- 22 Matteo Costa
- 30 Gianluigi Serafino

Difensori:
- 3 Alfio Luca Chiavaro
- 6 Pietromaria Del Duca
- 4 Giulio Orlando
- 23 Antonio De Fazio
- 24 Antonio Raciti

Laterali:
- 5 Eudin - Marques Da Silva Jose Ueudson
- 7 Luciano Mario Sirico
- 8 Luis Henrique Oliveira De Castro
- 14 Nicolò Alfio Caltabiano
- 15 Gaston Ezequiel Arguello
- 16 Francesco Andrea D’Amico
- 19 Giovanni Leonardi

Pivot:
- 9 Jaime Ivan Vera Parra
- 10 Ott Noel Robin
- 11 Davide Ardizzone
- 25 Maurizio Giuffrida
- 27 Vincenzo Villella

## Palmarès

### Competizioni nazionali
- Coppa Italia: 1

2024